# Psylliodes cucullata
Psylliodes cucullata is een keversoort uit de familie bladkevers (Chrysomelidae). De wetenschappelijke naam van de soort werd in 1807 gepubliceerd door Johann Karl Wilhelm Illiger.